# Ussel (Cantal)
Ussel (Okzitanisch: gleicher Name) ist eine französische Gemeinde mit 458 Einwohnern (Stand 1. Januar 2022) im Département Cantal in der Region Auvergne-Rhône-Alpes; sie gehört zum Arrondissement Saint-Flour.

## Geografie
Ussel liegt rund 13 Kilometer westnordwestlich der Kleinstadt Saint-Flour südlich des Regionalen Naturparks Volcans d’Auvergne.
Zur Gemeinde gehören die Siedlungen Chervigieux, Luc d’Ussel und Ussel sowie zahlreiche Einzelgehöfte.

## Geschichte
Die Gemeinde gehörte zur Region Planèze innerhalb der Auvergne. Ussel gehörte von 1793 bis 1801 zum District Saint-Flour. Zudem von 1793 bis 1801 zum Kanton Tanavelles und von 1801 bis 2015 zum Kanton Saint-Flour-Sud.
Ein Teil des Flugplatzes Aérodrome de Saint-Flour-Coltines liegt auf dem Gemeindegebiet von Ussel.

## Bevölkerungsentwicklung
| Jahr                       | 1821 | 1962 | 1968 | 1975 | 1982 | 1990 | 1999 | 2006 | 2019 |
| -------------------------- | ---- | ---- | ---- | ---- | ---- | ---- | ---- | ---- | ---- |
| Einwohner                  | 644  | 396  | 344  | 314  | 321  | 400  | 437  | 463  | 473  |
| Quellen: Cassini und INSEE |      |      |      |      |      |      |      |      |      |

## Sehenswürdigkeiten
- Kirche Saint-Julien (12.–15. Jahrhundert)
- Kirche von La Tourette
- Bethäuser Notre-Dame-de-Bon-Secours, Notre-Dame-de-Lourdes und Notre-Dame-des-Voyageurs
- Schloss Œillet[1]
- Brücke aus gallo-römischer Zeit
- Ofen in Luc
- mehrere Wegkreuze und ein Kalvarienberg

Quelle: